# Thysanozoon californicum
Thysanozoon californicum är en plattmaskart. Thysanozoon californicum ingår i släktet Thysanozoon och familjen Pseudoceritidae. Inga underarter finns listade i Catalogue of Life.